# Invincible (album Michaela Jacksona)
Invincible deseti je i posljednji studijski album američkog glazbenika Michaela Jacksona, kojeg 2001. godine objavljuje diskografska kuća Epic.
Album je objavljen šest godina nakon Jacksonovog posljednjeg albuma HIStory (1995.). Ovo je također i prvi Jacksonov album od 1991. godine i albuma Dangerous, na kojemu se nalaze isključivo nove skladbe. Na omotu albuma nalazi se Jacksonovo lice dostupno u pet različitih boja crvena, zelena, narančasta, plava i standardna srebrna. Do danas Invincible se prodao između 8 i 10 milijuna primjeraka.

## Produkcija
Album je prvo izdanje s novim skladbama nakon 1991. godine i albuma Dangerous. Osim suvremenih izvođača koji su radili produkciju Rodneyja Jerkinsa, R. Kellya i osnivača sastava Jodeci DeVante Swinga, za rad je bio zamoljen i hip hop producent Dr. Dre, ali ponudu nije prihvatio.

## Promocija i singlovi
Album je dobio odsrednje kritike. Iako po nekima zvuči bolje od dosadašnjih, mnogi su ocijenili da nema novih obrata i inovativnosti, da je nedosljedan i bezličan idejama prethodnih pjesama.   
Kako bi što bolje promovirao album, Jackson je organizirao u čuvenom Madison Square Gardenu koncert povodom obilježava 30 godina svoje solo glazbene karijere. Jackson se prvi put nakon 1984. godine pojavio na sceni zajedno sa svojom braćom. Na koncertu su nastupili i mnogi drugi izvođači poput Mýa, Usher, Whitney Houston, 'N Sync, Slash i drugi. Nakon terorističkog napada koji se dogodio u Sjedinjenim Državama 11. rujna 2001. godine, Jackson je pomogao organizirati humanitarni koncert United We Stand: What More Can I Give na RFK stadionu u Washingtonu D.C. Koncert je održan 21. listopada 2001. godine, a na njemu su nastupili brojni popularni glazbenici uključujući i Jacksona koji je nastupao s finalnom skladbom "What More Can I Give". Album je plasirao tri singla, "You Rock My World", "Cry" i "Butterflies" za kojeg nije snimljen video uradak. "You Rock My World" našao se na #10 u trećem tjednu na Bilbordovoj Hot 100 ljestvici singlova, a "Butterflies" je kasnije doživio svoj vrhunac na #14 iste top ljestvice, te pet tjedana na #2 R&B / Hip hop ljestvici singlova.

## Popis pjesama
| 1.    | »Unbreakable« (Uključuje The Notorious B.I.G.; prateći vokali Brandy Norwood) | Jackson, Daniels, Jerkis, Payne, Smith, Wallace        | 6:26 |
| 2.    | »Heartbreaker«                                                                | Jackson, Jerkins, Jerkins III, Daniels, Mischke, Gregg | 5:09 |
| 3.    | »Invincible«                                                                  | Jackson, Daniels, Gregg, Jerkins, Jerkins              | 4:46 |
| 4.    | »Break of Dawn«                                                               | Jackson, Dr. Freeze                                    | 5:32 |
| 5.    | »Heaven Can Wait«                                                             | Jackson, Riley, Heard, Smith, Beal, Laues, Quiller     | 4:49 |
| 6.    | »You Rock My World« (Introductory skit featuring Chris Tucker)                | Jackson, Daniels, Jerkins, Jerkins, Payne              | 5:39 |
| 7.    | »Butterflies« (Uključuje Marshu Ambrosius)                                    | Harris, Ambrosius                                      | 4:40 |
| 8.    | »Speechless«                                                                  | Jackson                                                | 3:18 |
| 9.    | »2000 Watts« (Prateći vokali Teddy Riley)                                     | Jackson, Riley, Gibson, Henson                         | 4:24 |
| 10.   | »You Are My Life«                                                             | Jackson, Babyface, Sager, McClain                      | 4:33 |
| 11.   | »Privacy«                                                                     | Jackson, Belle, Daniels, Jerkins, Jerkins              | 5:05 |
| 12.   | »Don't Walk Away«                                                             | Jackson, Riley, Stites, Vertelney                      | 4:24 |
| 13.   | »Cry« (also titled Cry (We Can Change The World))                             | R. Kelly                                               | 5:00 |
| 14.   | »The Lost Children«                                                           | Jackson                                                | 4:00 |
| 15.   | »Whatever Happens« (Gitara, Carlos Santana)                                   | Jackson, Riley, Quay, Williams                         | 4:56 |
| 16.   | »Threatened« (Sadrži isječke Roda Serlinga)                                   | Jackson, Jerkins, Jerkins III, Daniels                 | 4:18 |
| 77:08 |                                                                               |                                                        |      |

## Top ljestvica
| Ljestvica (2001./2002.) | Pozicija | Certifikat       | Prodaja   |
| ----------------------- | -------- | ---------------- | --------- |
| Australija              | 1        | 2x Platinasti    | 140.000   |
| Austrija                | 2        | Zlatni           | 20.000    |
| Kanada                  | 3        | Nema certifikata | <50.000   |
| Danska                  | 1        | Zlatni           | 25.000    |
| Nizozemska              | 1        | Platinasti       | 80.000    |
| Finska                  | 7        | Zlatni           | 16.621    |
| Francuska               | 1        | 2x Platinasti    | 575.000   |
| Njemačka                | 1        | Platinasti       | 300.000   |
| Japan                   | 5        | Platinasti       | 200.000   |
| Norveška                | 1        | Platinasti       | 50.000    |
| Portugal                | 8        | Zlatni           | 20.000    |
| Švedska                 | 1        | Zlatni           | 40.000    |
| Turska                  | 1        | Platinasti       | 120.000   |
| Sjedinjene Države       | 1        | 2x Platinasti    | 2.100.000 |
| Velika Britanija        | 1        | Platinasti       | 350.000   |

Nagrada The European IFPI Platinum Double, uključuje prodaju u sljedećim zemljama:
Austrija, Belgija, Bugarska, Češka, Danska, Finska, Francuska, Njemačka, Grčka, Mađarska, Island, Irska, Italija, Nizozemska, Norveška, Poljska, Portugal, Rusija, Slovačka, Španjolska, Švedska, Švicarska, Turska i Ujedinjeno Kraljevstvo.